# Alain Caron (kok)
Alain Caron (Parijs, 8 juli 1957) is een Nederlandse kok. Naast het exploiteren van zijn restaurant en café is hij te zien in televisieprogramma's als MasterChef Nederland (seizoen 1 t/m 3), Keuringsdienst van Waarde en BinnensteBuiten. Ook heeft hij veertien kookboeken op zijn naam staan.

## Biografie
De in Parijs geboren Caron kwam in 1983 voor de liefde naar Utrecht, waar zijn toekomstige (eerste) vrouw studeerde. Hij was chef de partie in Tante Koosje en kok in De Kersentuin. Met zijn twee zoons runt hij in Amsterdam twee kleine restaurants: Café Caron en Petit Caron.